# 白俄罗斯—乌克兰关系
白俄罗斯－乌克兰关系（羅馬化：Byelaruska-wkrainskiya adnosiny，羅馬化：Ukrainsko-Biloruski vidnosyny），或简称白乌关系，指的是白俄罗斯与乌克兰之间的外交关系。两国皆是巴库倡议国组织及中欧倡议国组织的正式成员。2021年年末，俄乌关系开始迅速恶化，到2022年俄罗斯入侵乌克兰的时候，两国的矛盾与冲突达至顶峰。而在这期间，白俄罗斯允许俄罗斯在其领土上驻军，并以此作为跳板进攻乌克兰北部，虽然白俄罗斯否认了其军事援助俄罗斯的说法，但白乌关系依旧不太乐观。

## 历史沿革

### 1991年以前的关系
这两个国家在历史上都是基辅罗斯（公元9至13世纪）的一部分，之后逐渐被波兰立陶宛联邦（1569-1795年）控制，并最终并入俄罗斯帝国（1721-1917年）的势力范围。继而在1918至1939年这段期间，波兰第二共和国控制了两国的部分领土。在1991年苏联解体之前，两国皆是苏联的加盟成员国，前身分别是白俄罗斯苏维埃社会主义共和国（成立于1920年）和乌克兰苏维埃社会主义共和国（成立于1922年），且都在1945年的时候以苏联加盟共和国的身份成为联合国创始成员。同样作为斯拉夫国家，白俄罗斯与乌克兰有着密切相关的文化，且两国的人口主要都是由白俄罗斯和乌克兰的东斯拉夫民族构成，并夹杂一些俄罗斯人。

## 现代
今天，白俄罗斯与乌克兰接壤了一条长达891公里的边界线。在1997年的时候，白俄罗斯和乌克兰就边境问题达成协议，并在2009年11月份，白俄罗斯总统亚历山大·卢卡申科和前乌克兰总统维克多·尤先科就此问题达成正式化进程，继而将此协议递予白俄罗斯国民议会批准。

### 外交关系破裂
2020年8月，于白俄罗斯抗议卢卡申科就任总统期间，乌克兰首度召回驻白大使，并决定重新评估两国双边关系的前景。 在此之前，白俄罗斯曾将之前被拘捕的33名俄罗斯承包商（卢卡申科声称他们是瓦格纳集团的人）送回俄罗斯，并引起乌克兰方的不满，因为此前乌克兰曾呼吁白俄罗斯将这些承包商押往乌克兰，以起诉他们在顿巴斯战争的中的所作所为，但白俄罗斯并没有答允。2021年4月，曾任第九届乌克兰人民代表的葉夫根尼·舍甫琴科在未得乌克兰政府授权的情况下与白俄总统卢卡申科会晤，之后遭开除人民公仆党籍。卢卡申科在此次会晤中批评了乌克兰前总统列昂尼德·克拉夫丘克对于取消明斯克作为诺曼底模式会谈的东道主身份的建议。
为回应白俄政府于2021年5月强制改动瑞安航空 4978航班航道的恶劣行径，乌克兰政府宣布禁止任何白俄罗斯航空公司在乌克兰领空运营。此外，乌克兰与欧盟一致对白俄罗斯官员实施制裁， 白俄罗斯则针对乌克兰的商品设置新的贸易壁垒，以示回应。

### 2022年俄罗斯入侵乌克兰
2022年2月，俄罗斯军队以白俄罗斯作为跳板，入侵乌克兰北部，白俄关系愈演愈烈。此外，白俄罗斯政府亦表示，俄国核武将会出现在白俄罗斯的国土上。

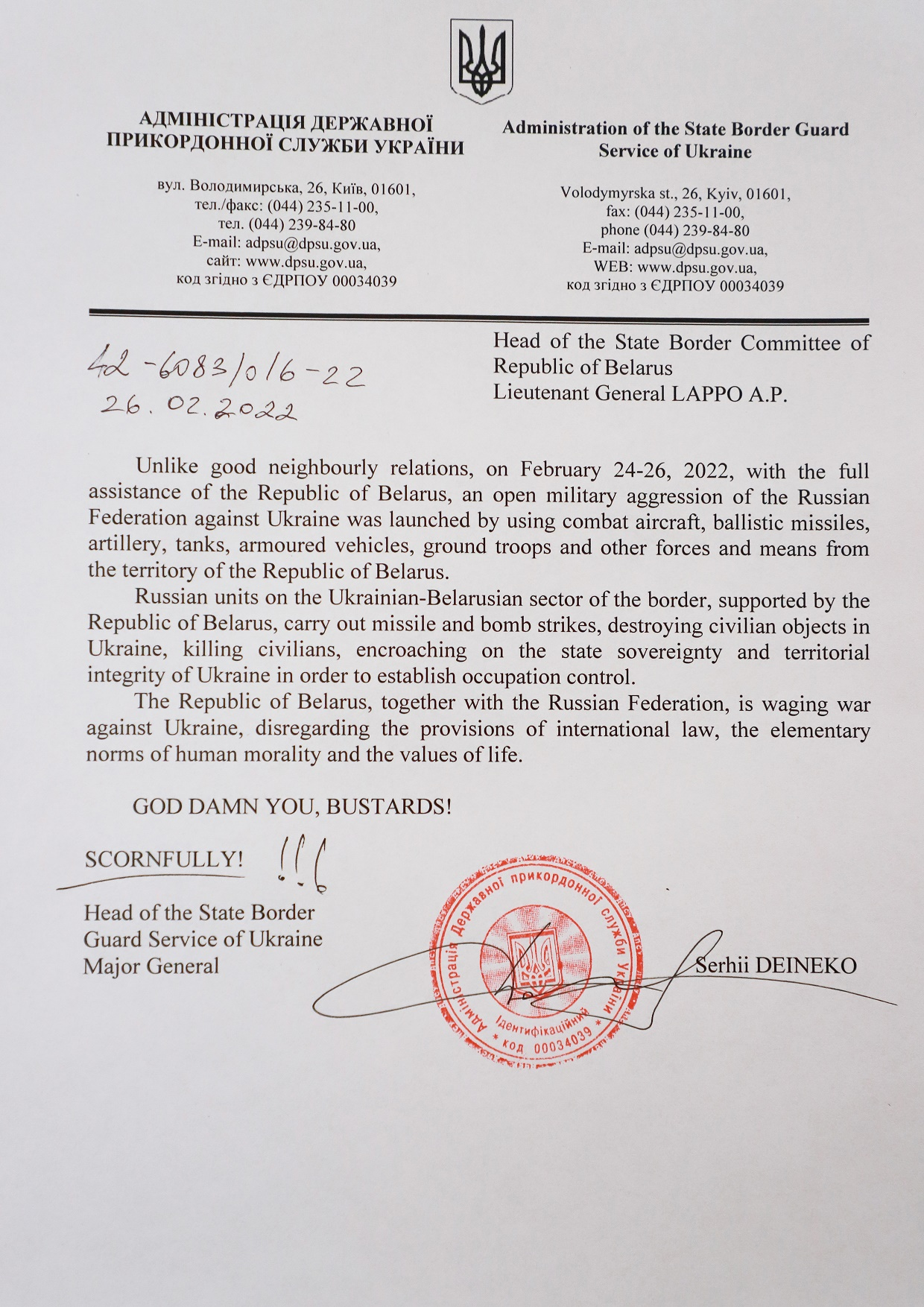
乌克兰边防局局长致白俄罗斯边境委员会的信件，2022年2月26日。

2022年10月4日，烏克蘭指責俄羅斯試圖讓白俄羅斯成為國際鑽石認證機構的主席國，同時烏方反對白俄羅斯成為國際鑽石認證機構主席國。

## 外事访问
- 乌克兰访问白俄罗斯
  - 2014年，彼得·波罗申科访问明斯克[12]
  - 2015年，彼得·波罗申科访问明斯克[13]
  - 2018年，彼得·波罗申科访问戈梅利[14]
- 白俄罗斯访问乌克兰
  - 2004年，亚历山大·卢卡申科访问基辅[15][16]
  - 2009年，亚历山大·卢卡申科访问基辅
  - 2017年，亚历山大·卢卡申科访问基辅
  - 2019年，亚历山大·卢卡申科访问日托米尔

## 常驻外交使团
- 白俄罗斯驻基辅大使馆。[17]
- 乌克兰设有驻明斯克大使馆，及乌克兰驻布列斯特总领事馆，直到2022年3月被关闭。[18][19][20]

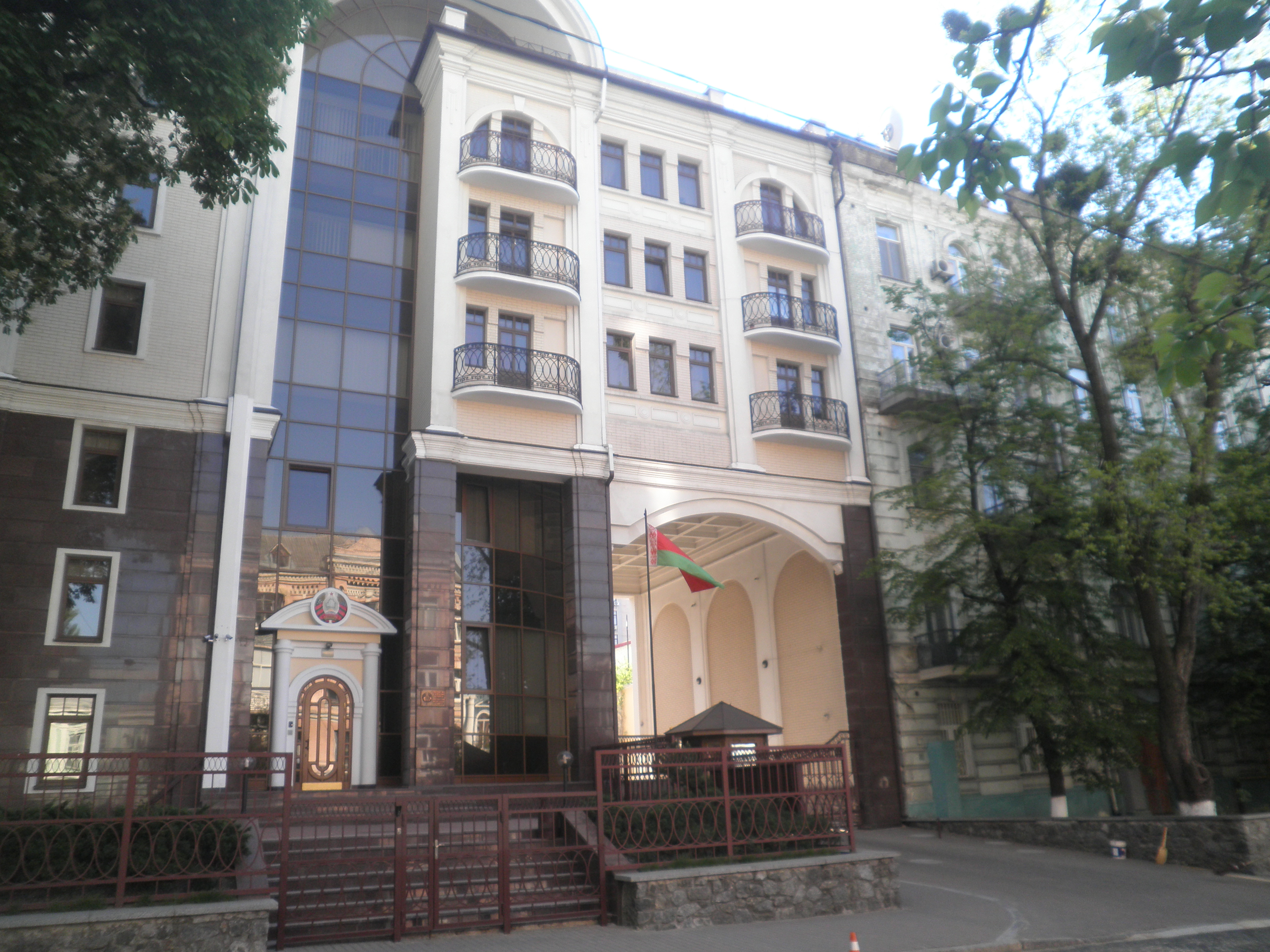
Embassy of Belarus in Kyiv
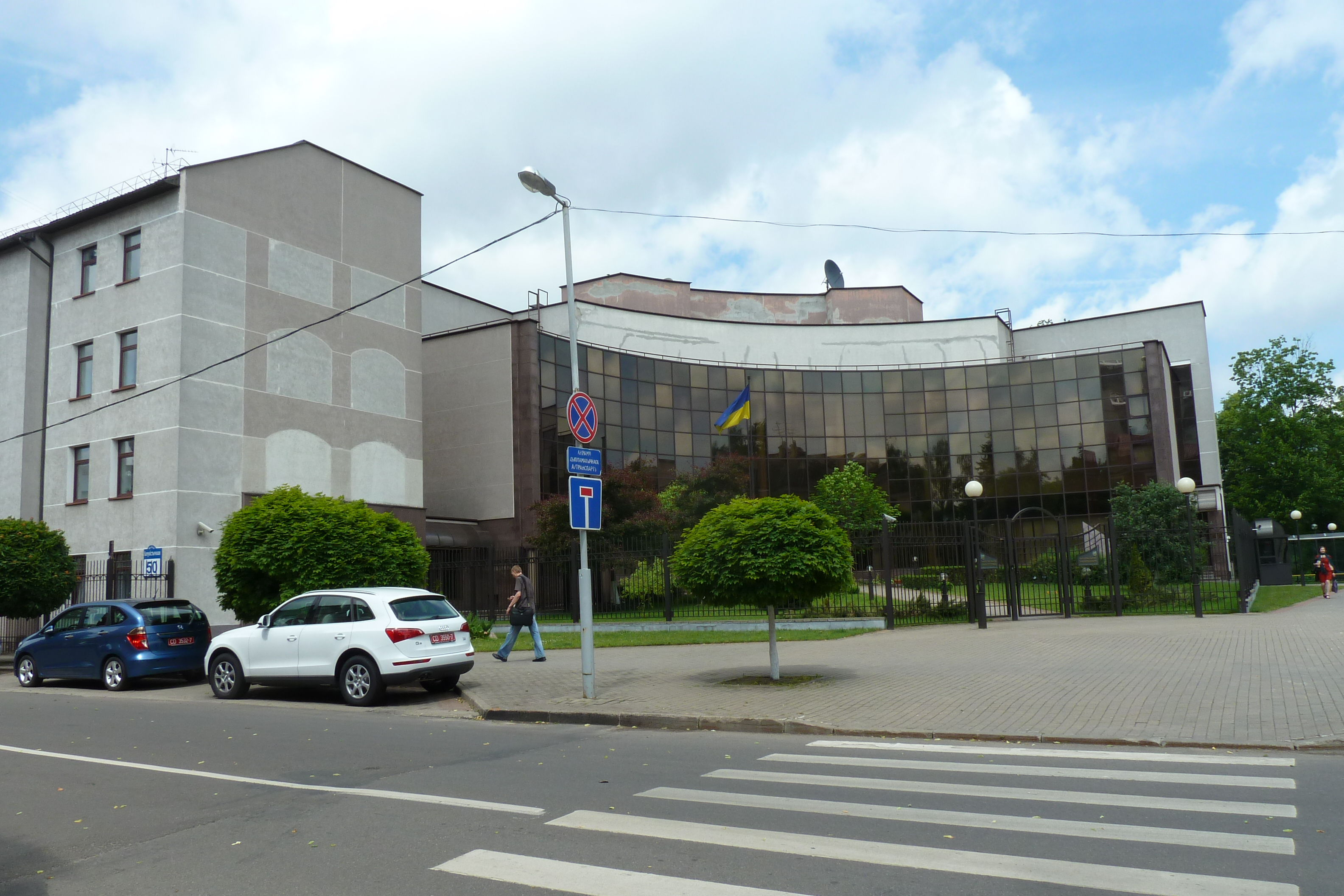
Embassy of Ukraine in Minsk